# Pål Jonson
Pål Jonson, né le 30 mai 1972 à Arvika (Suède), est un politologue et homme politique suédois. Membre des Modérés (M), il est député au Riksdag depuis octobre 2016. 
Pål Jonson est ministre de la Défense au sein du gouvernement Kristersson depuis octobre 2022.

## Biographie

### Député au Riksdag
Pål Jonson devient député au Riksdag après la mort de Pia Hallström en octobre 2016. Il est officiellement investi le 12 octobre 2016. Il s'implique sur les sujets de la sylviculture, l'agriculture et la politique de défense et de sécurité. 
Il est également actif au sein de la commission de la justice, de la commission des affaires étrangères et de la commission de la défense ainsi qu'au Conseil nordique.
Lors des élections de 2018, Pål Jonson est réélu au Riksdag. En juin 2019, il est nommé porte-parole de la politique européenne des Modérés. En décembre de la même année, il succède à Béatrice Asken en tant que porte-parole de la politique de défense et président de la commission de la défense du Riksdag.
Pål Jonson a été élu en septembre 2021 en tant que membre de l'Académie royale des sciences militaires.
Pål Jonson est à nouveau réélu député au Riksdag lors des élections de 2022.

### Ministre de la Défense
Le 18 octobre 2022, Pål Jonson est nommé ministre de la Défense dans le gouvernement  Kristersson.